# 瑟梅魯

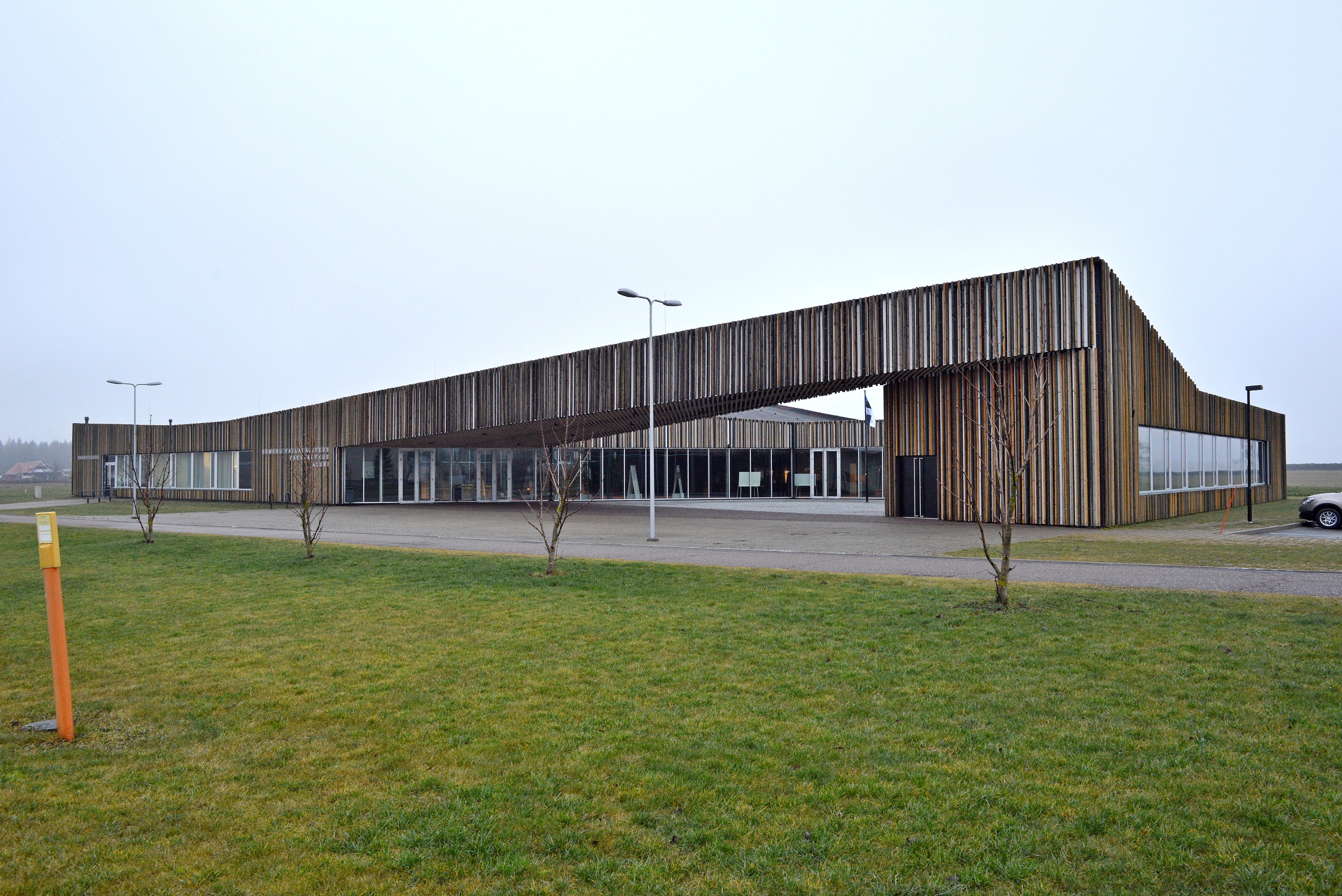
瑟梅鲁市政厅

瑟梅魯，是愛沙尼亞西維魯縣拉克韦雷市镇内的小鎮及其行政中心，位於該國北部，曾是原瑟梅魯市镇的行政中心，處於拉克韋雷以東約4公里，2010年該小鎮人口1,289。
59°21′29″N 26°26′09″E / 59.35806°N 26.43583°E